# Alfred Porcabeuf
Alfred Louis Porcabeuf (1867-1952) est un graveur et un imprimeur d'estampes français.

## Biographie

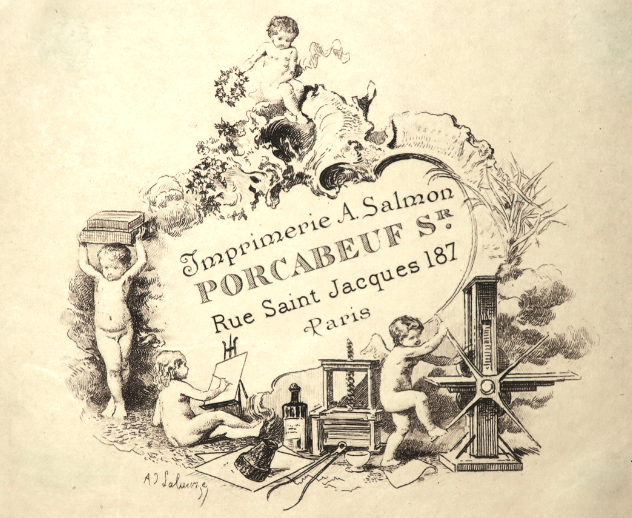
Carte d'affaires de l'imprimerie A. Salmon Porcabeuf (vers 1894), gravure d'Adolphe Lalauze.

Né à Paris le 31 janvier 1867, Alfred Louis Porcabeuf est le fils d'Auguste Porcabeuf (1835-1895), graveur et imprimeur tailledoucier, et d'Eugénie Salmon, fille de l'imprimeur d'estampes Alfred-Fortuné Salmon (1825-1894), qui avait repris l'atelier fondé en 1793 par Jean-Charles Rémond.
Graveur formé par son père qui avait ouvert ses locaux au 1 de la rue Vauquelin, Alfred Porcabeuf devient membre de la Société des artistes français à partir de 1888, où il présente trois eaux-fortes originales inspirées de Bruxelles, puis, il y revient, en 1889 et 1890, montrer des marines normandes. 
Auguste Porcabeuf prend la direction en 1894 de l’imprimerie en taille-douce dirigée jusqu'alors par Alfred Salmon qui avait comme associé Adolphe Ardail (1835-1911). Auguste Porcabeuf est le gendre de Salmon. Entré dans l'atelier Salmon & Ardail en 1881, Alfred en prend la direction à la suite de son père, en 1895. Les locaux parisiens étaient situés au 187 de la rue Saint-Jacques,.
Il va considérablement développer l'atelier, d'abord en ouvrant une succursale à Londres, situé 25 Streatham Place, puis en établissant des liens commerciaux avec Stiefbold à Berlin et Knoedler à New York ; enfin, il développe l'impression en héliogravure. Il était associé vers 1900 à A. Clément et P. Moglia.
En 1903, Alfred Porcabeuf est nommé chevalier de la Légion d'honneur, parrainé par Félix Bracquemond, puis chef de la Chalcographie du Louvre en 1910, dont la maison Ardail & Porcabeuf avait le monopole d'édition. Porcabeuf fit don de plusieurs centaines de cuivres à cette institution.
En 1917, il publie un rapport, L’Impression en taille-douce, présenté au Congrès du Livre.
On lui doit, entre autres, une suite d'après Ernest Meissonnier (1900), divers tirages pour Albert Besnard (de 1887 à 1905), Odilon Redon, la suite d'eaux-fortes illustrant La Cité des eaux (Auguste Blaizot, 1912) d'Henri de Régnier, un retirage de 1930 en couleurs de planches de Camille Pissarro exécutées en 1894, ainsi que des planches d'Auguste Rodin, Mary Cassatt, Edgar Degas, Henri Matisse, Jacques Villon...
La technique de la taille-douce périclite après 1918, mais l'atelier vit grâce à ses nombreux retirages de cuivres et reste une référence pour les graveurs des décennies suivantes. L'atelier est alors pris en main par Charles Leblanc (mort en 1940) et Louis Trautmann (mort en 1942). Il sera fermé entre 1939 et 1945. En 1946, Georges Leblanc (1904-1973), fils de Charles, succède à Porcabeuf, qui meurt en 1952, et renomme l'atelier « Imprimerie de l'Ermitage Saint-Jacques-Leblanc »,,.

## Galerie

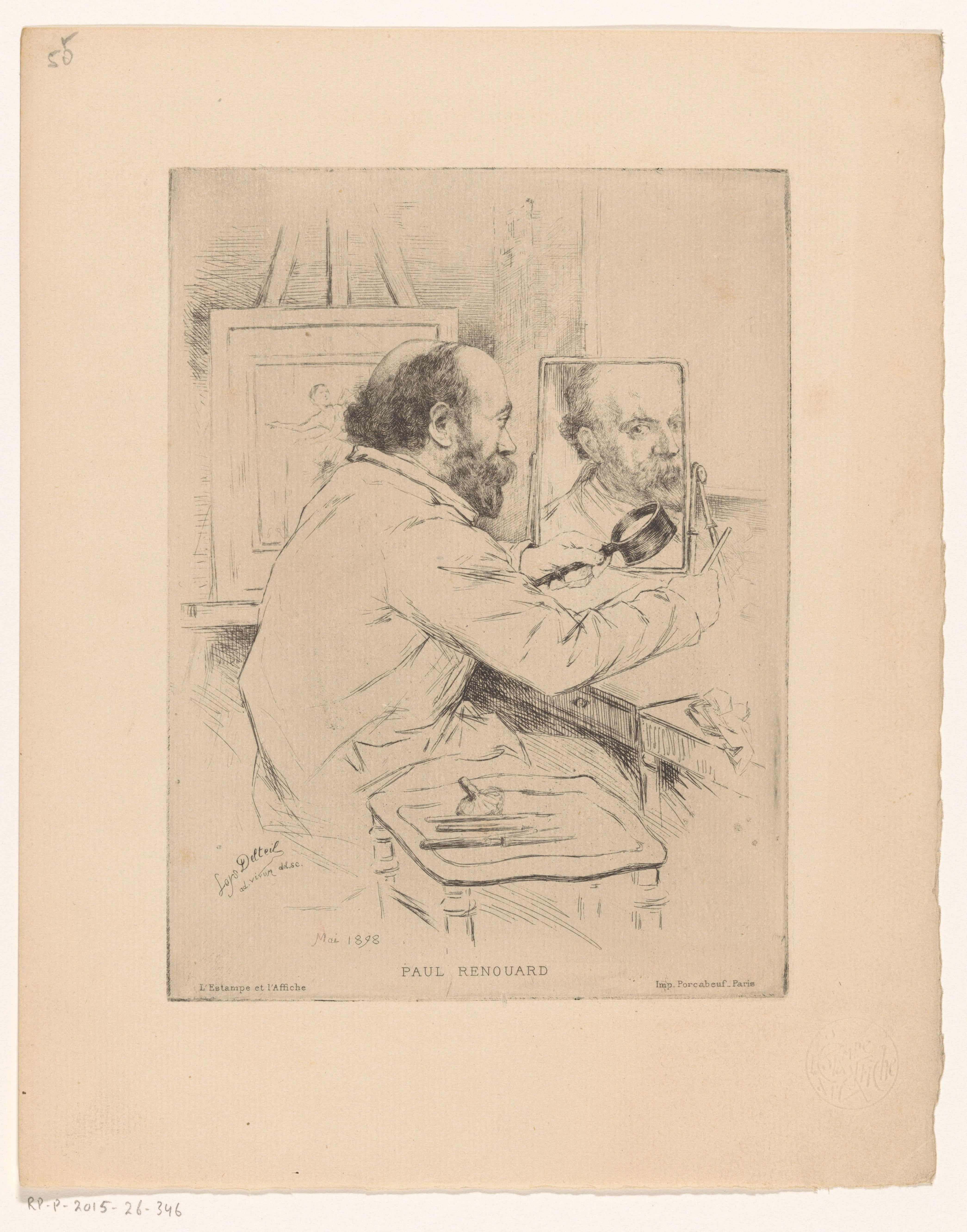
Loÿs Delteil : Portait de Paul Renouard, 1897
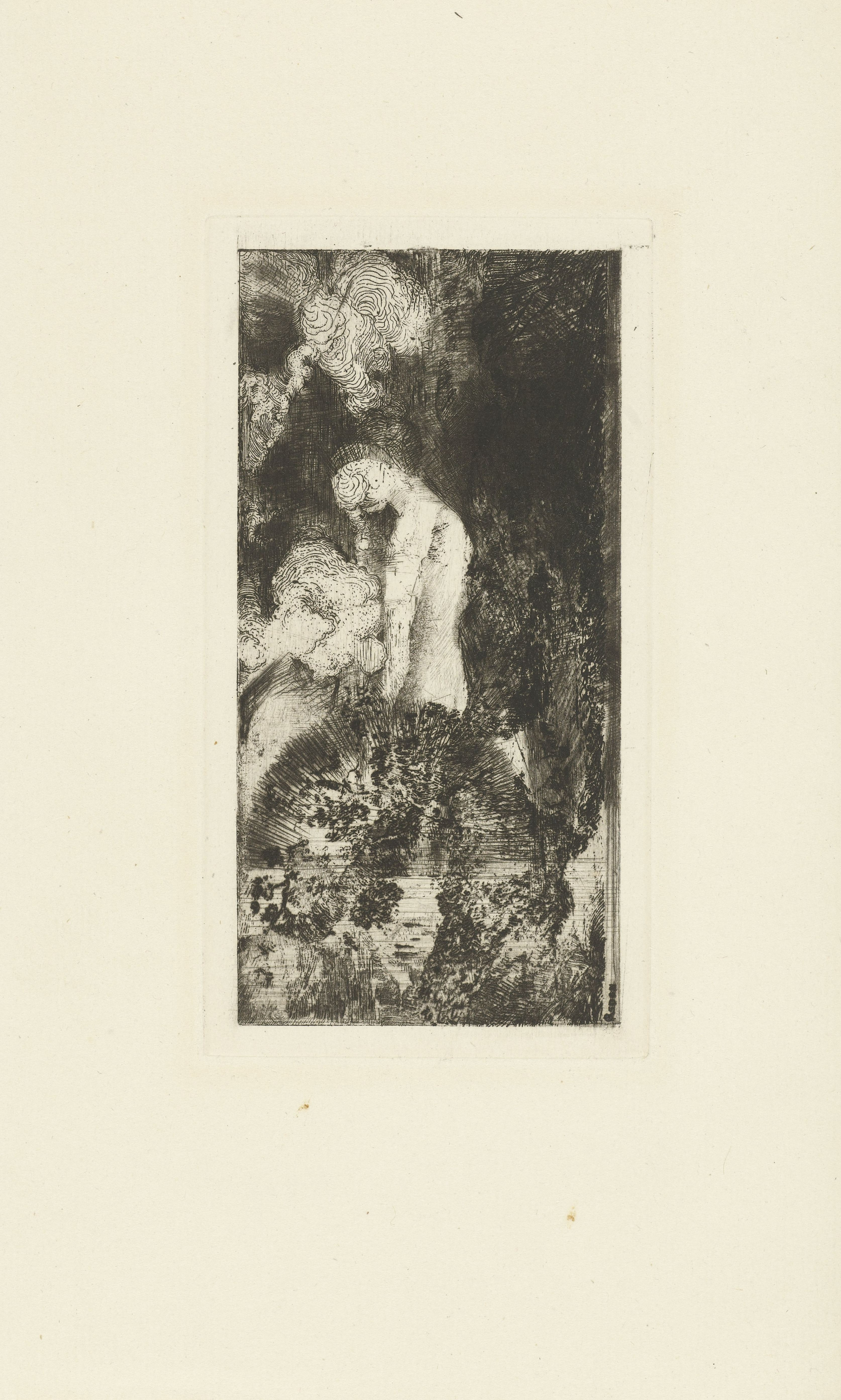
Odilon Redon : Baigneuse Femme à l'oursin, 1904
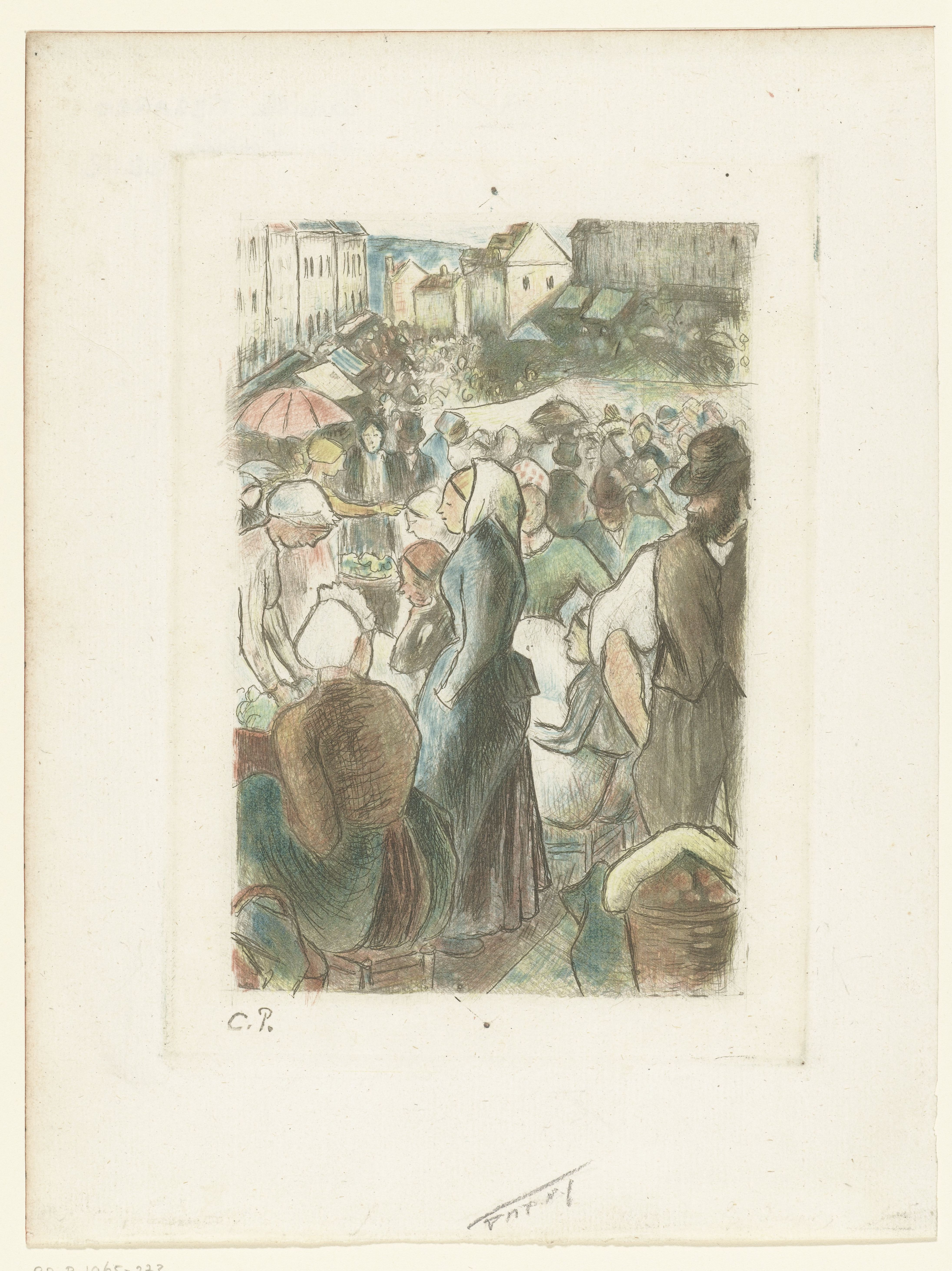
Camille Pissarro : Marché de la rue Cappeville à Gisors, 1894 (retirage 1930)